# Boerewors

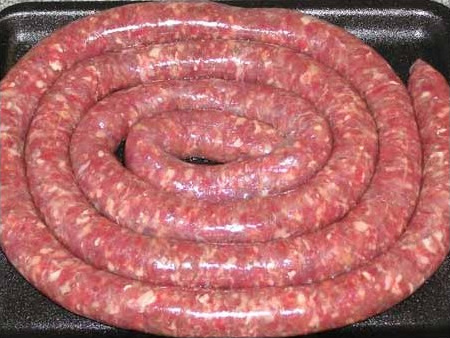
Boerewors cruda.

La boerewors es un tipo de salchicha popular en la gastronomía de Sudáfrica. El nombre procede del afrikáans boer (‘granjero’) y wors (‘salchicha’).

## Historia
La boerewors se hace de ternera picada gruesa (a veces mezclada con cerdo, cordero o ambas) y especias (normalmente semilla de cilantro, pimienta negra, nuez moscada, clavo y pimienta de Jamaica). Como muchos otros tipos de salchicha, la boerewors contiene una gran cantidad de grasa, y se conserva con sal y vinagre, embutiéndose en tripa. La boerewors tradicional suele tener forma de espiral continua. Suele servirse con pap (gachas tradicionales sudafricanas hechas de mielie-pap). La boerewors también es muy común en el sur de África, así como en comunidades de inmigrantes en países como Australia, los Países Bajos, el Reino Unido y los Estados Unidos.

## Preparación
La boerewors suele hacerse a la barbacoa (braai), pero también puede asarse en una parrilla eléctrica, freírse o cocerse. A veces, los tipos de peor calidad de boerewors se venden como braaiwors, pudiendo contener más del 30% de grasa, soja, vísceras (corazón y pulmones) y agua.

## Variantes
Hay muchas variedades diferentes de boerewors, incluyendo especialidades tales como la wors de ajo, la kameeldoring (espina de camello), la karoowors (de la región sudafricana de Karoo) y la spekwors (hecha con grasa de cerdo en dados extra). Todas las variantes se condimentan con cilantro y vinagre.
La boerewors también puede hacerse con diferentes especies animales, como cordero, kudu y gacela saltarina, pero entonces pueden venderse con otro nombre. De hecho, se llaman con el nombre de la especie usada, pero solo si contiene más del 75% de carne de la misma. Cuando la salchicha se hace mezclando diferentes tipos de carne, se llama «salchicha de caza».
La boerewors no se conserva bien sin refrigerar. En el pasado, se fabricaba en su lugar una salchicha seca parecida llamada droëwors, siguiendo un proceso similar al del biltong. Actualmente, el droëwors se ha hecho popular como aperitivo por derecho propio.